# چاپ

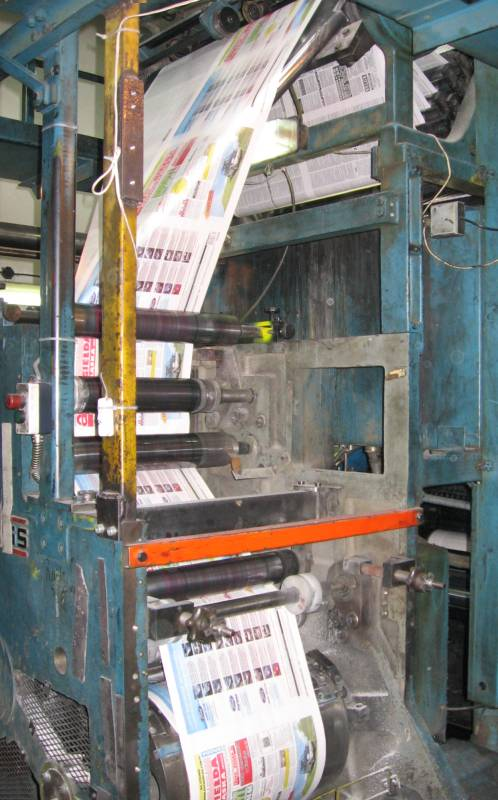
دستگاه روزنامه‌تاکن، مرحله‌ای پس از چاپ

چاپ فرآیندی است که طی آن متن یا تصویر بر روی سطوح مختلفی همچون کاغذ، پارچه، پلاستیک یا فلز منتقل می‌شود. این عمل عمدتاً با بهره‌گیری از جوهر و دستگاه‌های ویژه انجام می‌پذیرد. صنعت چاپ که سابقه‌ای چندصدساله دارد، نقشی اساسی در توسعه دانش و گسترش فرهنگ ایفا کرده است.
از شاخص‌ترین روش‌های چاپ می‌توان به انواع افست، دیجیتال، فلکسوگرافی، سیلک‌اسکرین و لترپرس اشاره نمود. هر یک از این شیوه‌ها کاربردهای ویژه‌ای دارند؛ برای نمونه، چاپ افست معمولاً برای تولید کتاب و روزنامه، و چاپ دیجیتال برای تیراژهای محدودتر مناسب‌تر است.
کیفیت چاپ متأثر از سه عامل اصلی است: نوع دستگاه چاپ، جنس سطح مورد چاپ و کیفیت جوهر مصرفی. امروزه دامنه کاربرد چاپ بسیار گسترده شده و علاوه بر تولید کتاب و نشریات، در صنایعی چون بسته‌بندی، تبلیغات و تولید منسوجات نیز جایگاه مهمی یافته است.
پیشرفت‌های فناورانه موجب ارتقای چشمگیر سرعت و کیفیت فرآیند چاپ شده‌اند. در عصر حاضر، چاپ به بخشی حیاتی از زندگی روزمره و اقتصاد جهانی تبدیل شده است.

## ریشه‌شناسی
| واژه        | چاپ                               |
| معادل ابجد  | 6                                 |
| تعداد حروف  | 3                                 |
| تلفظ        | čāp                               |
| نقش دستوری  | اسم                               |
| ترکیب       | (اسم مصدر) [سنسکریت]              |
| مختصات      | (اِ.)                              |
| آواشناسی    | CAp                               |
| الگوی تکیه  | S                                 |
| شمارگان هجا | 1                                 |
| منبع        | فرهنگ فارسی عمید فرهنگ فارسی معین |

## پیشینه
از مهم‌ترین رخدادهای تاریخ، اختراع حروف چاپی مستقل و دستگاه چاپ بوده‌است که به تصور غالب، نخستین بار، یوهانس گوتنبرگ (۱۴۶۸–۱۳۹۷) آلمانی در سال ۱۴۵۶ میلادی آن را اختراع کرد؛ اما در حقیقت اختراع فن چاپ به قرن‌ها پیش از گوتنبرگ برمی‌گردد.
ادوار تاریخی چاپ و تحولات آن از ابتدا تاکنون به‌طور کلی به ۶ دسته تقسیم‌بندی می‌شود:
1. پیش از تاریخ و آغاز دوران تاریخی
2. دوران باستان
3. دوران چینی‌ها
4. دوران هنری
5. دوران مکانیک
6. دوران فتو مکانیک[۱]

این دوران از آغاز خط نویسی و پیش از آن تا حدود قرن ۲۰ میلادی را شامل می‌شود.

### اختراع چاپ در چین
آشوریان چند هزار سال پیش از میلاد بر خشت‌هایی از گل رس مُهر می‌زدند. انگشترهای خاتم نیز که در زمان باستان استفاده می‌شد بر همین اساس کار می‌کرد، چاپ باسمه نیز قرن‌ها قبل از گوتنبرگ در چین شناخته شده بود، در دوران حکومت سلسلهٔ تانگ در چین (۹۰۶–۶۱۸)، قدیمی‌ترین نمودهای صنعت چاپ دیده شده‌است. در این دوره، نقش‌ها بر روی صفحه‌ای چوبی حکاکی، و بعد بر روی پارچه چاپ می‌شد. نخستین اشاره به چاپ، در سال ۵۹۳ و یک فرمان حکومتی چینی است که در آن، امپراتور ون‌تی، دستور می‌دهد تصاویر و متون بودایی را چاپ کنند. این متون را اول بر قطعه‌ای کاغذ نازک می‌نوشتند و بعد آن را بر صفحه‌ای چوبی می‌چسباندند و متن را بر روی چوب حکاکی می‌کردند تا یک «زینک» چوبی بسازند و از آن برای چاپ متن استفاده کنند. این شیوه زمان زیادی می‌برد، چرا که هر صفحه از کتاب باید بر یک صفحهٔ چوبی جداگانه حکاکی می‌شد.
قدیمی‌ترین کتاب چاپی که تاکنون پیدا شده‌است، یک متن مذهبی بودایی است که در سال ۸۶۸ چاپ شده، این متن در غار دون‌هوانگ در جادهٔ ابریشم کشف شده‌است. در قرن نهم، کتاب‌های چاپی با تیراژ بالا در شو (ایالت چچوان امروز) عرضه شد و دلالان خصوصی امکان خرید آن‌ها را داشتند. کمی بعد، فن چاپ به ایالت‌های دیگر نیز گسترش یافت و در اواخر قرن نهم، در تمام چین رواج یافت. کتاب‌هایی نظیر کتاب‌های کنفوسیوسی، متون بودایی، فرهنگ‌های لغت، کتاب‌های ریاضیات و غیره در این دوران چاپ شده‌است. این فن به سرعت پیشرفت کرد و در سال ۱۰۰۰ میلادی، کتاب‌های صحافی شده به سبک امروز، جانشین تومارها شد.
در سال ۱۰۴۱ میلادی، کیمیاگری چینی به نام بی‌شنگ، حروف مستقل چاپی را اختراع کرد این حروف بر روی سفال مرطوب حکاکی می‌شد و بعد از پختن در کوره، دوام زیادی می‌یافت و سرعت حروفچینی و تکثیر متون را بسیار بالا می‌برد حروف دستی و حروف قلعی که پس از آن ایجاد شد، هیچ‌ یک رواج نیافت، بر عکس حروف چوبی متداول شد. در اوایل قرن ۱۱، اختراع حروف چاپی مستقل باعث رواج کتاب‌های ارزان‌تر چاپی در دوران سلسلهٔ سونگ (۱۲۷۹–۹۶۰) در چین شد.

### چاپ در کره
اعتبار اختراع حروف چاپی فلزی و صنعتی شدن چاپ، از آنِ حکومت کره است که نخستین بار در سال ۱۲۴۱ میلادی به آن اشاره می‌شود. در سال ۱۳۹۲، ۶۴ سال قبل از دستگاه چاپ گوتنبرگ، دولت کره، وزارت چاپ را تأسیس کرد که وظیفه داشت حروف چاپی فلزی را با فن ریخته‌گری تولید کند. کارخانهٔ ریخته‌گری دولت کره، در سال ۱۴۰۳، یک قلم مفرغی شامل صدها هزار کاراکتر داشت و تا پایان قرن پانزدهم، ده‌ها قلم کره‌ای دیگر نیز اختراع شد. احتمال دارد که مارکوپولو که در قرن سیزدهم به چین رفت، کتاب‌های چاپی را دیده باشد و او یا مسافران دیگر جادهٔ ابریشم، این دانش را به اروپا آورده باشند که بعدها الهام‌بخش یوهان گوتنبرگ برای اختراع ماشین چاپ شد، چون غربیان نیز قبل از گوتنبرگ با چاپ آشنایی داشتند.

### ابداع گوتنبرگ
در ۱۴۵۲، یوهانس گوتنبرگ آلمانی به ایدهٔ چاپ متحرک تحقق بخشید. وی در کارگاهش فناوری ساخت ورق، جوهر با پایهٔ روغنی و پرس را برای چاپ یک کتاب گرد هم آورد و دستگاه چاپ را اختراع کرد. در واقع او فناوری‌هایی را که سال‌ها قبل برایشان فکر و تلاش شده بود، به ثمر رساند.
گوتنبرگ، چاپگر آلمانی، نخستین کسی بود که برای هر حرف، قطعهٔ فلزی جداگانه‌ای در نظر گرفت. وی قطعه‌ها را برای ترکیب کلمات مناسب کنار هم قرار داد، بر آن‌ها مرکب مالید، و بر ورق‌های کاغذ فشرد و به این ترتیب چاپ نوین را ایجاد کرد. وی حروف را ابتدا از جنس چوب، سپس از سرب، و بعدها از آلیاژ سرب، قلع، و آنتیموان ساخت وی نسبت فلزات آلیاژ را به گونه‌ای انتخاب کرد که حروف بیش از حد سخت و نرم نباشند.

گوتنبرگ روزانه بین ۳۰۰ تا ۵۰۰ برگ چاپ می‌کرد. نخستین کتابی که او به این شکل پدید آورد کتاب مقدس ۴۲سطری بود. کتاب‌هایی که در آن زمان به‌چاپ می‌رسید به اینکونابولا معروف است. ابداع گوتنبرگ ظرف مدتی حدود ۴۰ سال در عمدهٔ کشورهای اروپایی و در شهرهایی مانند ونیز، فلورانس، پاریس و لیونرواج یافت و چاپخانه‌هایی با این روش به‌وجود آمد. در فاصلهٔ سال‌های ۱۴۶۰–۱۴۷۰ چاپخانه‌هایی در آلمان و سایر کشورهای اروپایی پدید آمد. در نیم‌قرن نخست پس از کار گوتنبرگ، حدود چهل‌هزار کتاب به چاپ رسید و شمارگان مجموع آن‌ها از ۱۲ میلیون نسخه فراتر رفت. در پایان قرن پانزدهم در اروپا، بیش از ۲۰۰ چاپخانه در ۶۹ شهر فعالیت مستمر داشت. از جمله چاپخانه‌های مهم آن دوره می‌توان به چاپخانه آنتون کابرگر در شهر نورنبرگ اشاره کرد که تعداد ماشین‌های چاپ آن ۲۴ دستگاه بود و صدها نفر در آن چاپخانه کار می‌کردند.
از دیگر خدمات گوتنبرگ می‌توان به موارد زیر اشاره کرد:
- ابداع روش چاپ پیچشی به کمک روغن زیتون که تا سال‌ها در آسیا و اروپا به کار می‌رفت
- توسعه روش بلوکی چاپ که پس از بازگشت مارکو پولو از آسیا ابداع شده بود
- توسعه روش ساخت کاغذ به تعداد زیاد که از چین وارد اروپا شده بود
- توسعه روش‌های ساخت مرکب
- توسعه روش منگنه و قالب بندی کتاب که اجازه چاپ کتاب‌های قطور را می‌داد

دستگاه چاپ گوتنبرگ، هزینه‌های بسیار زیادی داشت و در نتیجه بیشتر مورد توجه ثروتمندان آن دوران بود.

۳۰۰ سال پس از اختراع دستگاه چاپ گوتنبرگ، یک نمایشنامه‌نویس آلمانی به نام آلوئیس زنه فلدر، چاپ‌سنگی یا لیتوگرافی را در سال ۱۷۹۶ میلادی اختراع کرد. هر سنگی که متن یا تصویر با این روش روی آن نقش می‌بست، برای چاپ حدود ۷۵۰ نسخه عملکرد مطلوب داشت و پس از آن نقش روی سنگ قابل چاپ نبود.

### ورود صنعت چاپ به ایران
ورود صنعت چاپ به ایران به اوایل قرن نوزدهم میلادی در دوره فتحعلی‌شاه قاجار بازمی‌گردد. نخستین دستگاه چاپ سربی در حدود سال ۱۲۳۳ هجری قمری (۱۸۱۷ میلادی) به دستور عباس‌میرزا به تبریز وارد شد. این دستگاه با هدف توسعه دانش و آشنایی با علوم جدید غربی از طریق روسیه به ایران آورده شد.
نکته قابل توجه آنکه هشت سال پیش از رواج چاپ سنگی، چاپ سربی در ایران راه‌اندازی شده بود، اما به دلیل هزینه بالا و دشواری‌های فنی، چندان مورد اقبال قرار نگرفت و در نهایت چاپ سنگی جایگزین آن شد. درباره آغاز چاپ سنگی در ایران روایت‌های متعددی وجود دارد، اما مستندترین روایت حاکی از آن است که میرزا صالح شیرازی نخستین بار این روش چاپ را در تبریز پایه‌گذاری کرد.
میرزا صالح که برای فراگیری فنون جدید به اروپا رفته بود، پس از بازگشت در سال ۱۲۲۵ هجری قمری دستگاه چاپ سنگی را به تبریز آورد و به کار انداخت. پس از تبریز، چاپخانه‌های سنگی در تهران، اصفهان و دیگر شهرهای ایران تأسیس شد. این روش چاپ به سرعت گسترش یافت و برای بیش از پنج دهه به شیوه غالب چاپ در کشور تبدیل شد. در این دوره، تقریباً تمامی کتاب‌ها و نشریات ایران با روش چاپ سنگی منتشر می‌شدند.
تا اواخر دوره قاجار، چاپ سنگی تنها روش رایج چاپ محسوب می‌شد و آثار فراوانی با این شیوه به چاپ رسید. در اواخر دهه ۱۲۷۰ هجری قمری، نخستین چاپخانه حروفچینی (سربی) توسط یوسف اعتصامی (اعتصام‌الملک آشتیانی، پدر پروین اعتصامی) در تبریز راه‌اندازی شد. به تدریج چاپخانه‌های خصوصی و دولتی متعددی در نقاط مختلف کشور تأسیس شد و صنعت چاپ ایران روند رشد قابل توجهی را تجربه کرد.
ورود صنعت چاپ به ایران موجب گسترش سوادآموزی و انتشار آثار دینی، ادبی و آموزشی شد. در دوره پهلوی، با ورود دستگاه‌های چاپ پیشرفته‌تر، این صنعت وارد مرحله جدیدی از تحول گردید. امروزه صنعت چاپ در ایران با بهره‌گیری از فناوری‌های نوین، نقش مهمی در عرصه‌های فرهنگی، اقتصادی و رسانه‌ای ایفا می‌کند. 

## شیوه‌های چاپ
حال بعضی از ابداعات چاپ در قرن ۱۹ و ۲۰ م را بررسی نماییم. در دههٔ آخر سدهٔ ۱۸ م تحولاتی در چاپ ایجاد شد؛ از جمله اینکه در همین دوره شخصی به نام آلویز سنفلدر اتریشی چاپ سنگی را برای تکثیر ورقه‌های موسیقی ابداع کرد و به آن به عنوان جایگزینی برای سیاه‌قلم‌کاری نگاه کرد. در این روش نگاره به وسیلهٔ یک قلم تیز یا عمل یک اسید بر سطح سنگ ایجاد می‌شود و نگاره با رنگ سیاه بر سطح سنگ خاکستری ترسیم می‌شود. از همین جهت تصور کار نهایی چندان مشکل نبود. در این شیوه روش کار این‌گونه است که قسمت‌هایی را که نمی‌خواستند چاپ شود (روی سنگ) مرطوب می‌کردند و در نتیجه مرکب چاپ که چرب است به آن قسمت‌ها نمی‌چسبید و قسمت‌های خشک مرکب را جذب می‌کردند و بدین صورت سطح آماده چاپ شامل دو قسمت بود:
- بخش مرطوب (برای قسمت‌های سفید)
- بخش خشک (برای قسمت‌های سیاه یا رنگی)

همین شیوهٔ چاپ بود که بعدها به اختراع چاپ اُفسِت انجامید. اختراع عکاسی شاید بیش از هر عامل دیگر بر چاپ و صنعت تأثیرگذار بود و با وجود اینکه تهدیدی برای روش‌های دستی چاپ به حساب می‌آمد اما با اختراع عکاسی روش حساس کردن سطح فلز و برگرداندن تصویر و حروف و نقوش بر روی آن ابداع شد. این روش جدید منشأ چاپ با کلیشه‌های خطی گردید و در پی پیشرفت عکاسی شیوه‌های گراوور، فتوگراوور و هلیوگراوور ایجاد شدند. در اوایل سدهٔ ۱۹ م ماشین‌هایی اختراع شد که اعمال مختلف چاپ را به‌طور خودکار انجام می‌دادند و در نتیجه، سرعت چاپ افزایش یافت تا جایی که ماشین‌های روتاتیو که قادر بودند در یک لحظه، هر دو روی کاغذ را چاپ کنند پدید آمد.
با توجه به مطالب گفته شده به‌طور کلی، به ۳ روش می‌توان یک نمونه (تصویر یا نوشته) را به چاپ رساند که عبارتند از:
1. چاپ برجسته یا لترپرس یا تایپوگرافی
2. چاپ گود یا فرورفته یا هیلوگراوور
3. چاپ مسطح یا پلانوگرافی یا لیتوگرافی

### اسلوب‌های اصلی چاپ
بنابراین اسلوب اصلی چاپ با در نظر گرفتن ۳ مرحله زیر ضروری است:
الف:تهیهٔ گراوورهای دستی
ب:تبدیل گراوور به چاپ و انجام چاپ
ج:استفاده از فتو مکانیک در چاپ

## چگونگی انجام انواع چاپ
۱- چاپ برجسته:در این روش سطح چاپ شونده به صورت برجسته است. در نتیجه قسمت برجسته در مقابل غلتک آغشته به مرکب چاپ رنگ را به خود می‌گیرد و به کاغذ منتقل می‌کند. واضح است که در این شیوه سطح برجسته باید معکوس نقش مورد نظر باشد تا پس از چاپ شدن بر روی کاغذ به صورت صحیح نمایان گردد.
۲- چاپ گود:در این نوع چاپ نقش‌ها و تصاویر در سیلندر استوانه‌ای که سطح چاپ شونده است، به صورت فرو رفته‌اند. این نوع چاپ از کیفیت بالایی برخوردار است اما به دلیل هزینه زیادی که دارد برای کارهایی با تیراژ بالا مورد استفاده قرار می‌گیرد؛ مثل:تمبر، اسکناس،...
سیلندر چاپ گود دو نوع است:
الف: تمام سیلندر ریخته‌گری می‌شود و پس از پایان چاپ دوباره ذوب می‌گردد.
ب: فقط رویهٔ سیلندر که نقوش در آن فرو رفته‌اند عوض می‌شود و پس از هر بار چاپ فقط این رویه تعویض می‌گردد. در این نوع چاپ سطح تصاویر یا حروف چاپ افست است.
۳- در این شیوه سطح چاپ شونده نه برجسته و نه فرو رفته است و با خاصیت مواد، حروف و تصاویر مرکب را به خود جذب نمی‌کنند. این روش تکامل یافته شدهٔ لیتو گرافی یا چاپ سنگی است. در این شیوه که سطح چاپی صاف است نقش نخست از لوحهٔ فلزی به استوانه لاستیکی منتقل می‌شود و از روی آن به کاغذ انتقال می‌یابد.
صفحهٔ فلزی چاپ یا همان زینک به دور یک استوانه لاستیکی بسته می‌شود. دو غلتک یکی آغشته به مرکب و دیگری آغشته به آب برمبنای تضاد بین آب و چربی باعث می‌شوند نقش روی زینک مرکب بگیرد و قسمت‌های دیگر مرکب را جذب نکنند در این نوع چاپ با ۴ رنگ اصلی و استفاده از ترام، تمام رنگ‌ها ساخته می‌شود.

### پیشرفت‌های صنعت چاپ از زمان گوتنبرگ تا قرن بیستم
حدود ۱۴۹۰ میلادی روش‌های مختلف اسیدکاری روی صفحات فلزی شکل گرفت. سال ۱۵۵۰ نخستین لنز توسط کاردون ایتالیایی ساخته شد. آلومیس زنه فلدر در سال ۱۷۹۶ روش لیتوگرافی را ابداع نمود. وی به مخترع چاپ سنگی شهرت دارد.
- حدود سال ۱۷۹۹ تا ۱۸۰۰ اوبی رو در پاریس نخستین دستگاه کاغذسازی را اختراع نمود که در سال ۱۸۲۰ دستگاه‌های کامل‌تری ساخته شد.
- در سال ۱۸۱۱ نخستین ماشین سیلندری لترپرس که با نیروی بخار کار می‌کرد توسط کونیک[واژه‌نامه ۲] مخترع آلمانی ساخته شد.
- در سال ۱۸۱۸ با همکاری باور ماشین چاپ سیلندی مضاعف عرضه گردید که پشت و روی کاغذ در این دستگاه به چاپ می‌رسید.
- در سال ۱۸۲۲ ویلیام چرچ[واژه‌نامه ۳] نخستین ماشین حروفچینی را به ثبت رسانید.
- در سال ۱۸۲۵ نیس فورنیس[واژه‌نامه ۴] تهیه فرم چاپ روی صفحه‌های فلزی از جمله مس را به روش فتومکانیکی ابداع کرد و با ساخت پرس دستی نمونه‌هایی تکثیر نمود.
- در سال ۱۸۴۴ ریچارد هو در ایالات متحده ماشین چاپ رتاتیو را به ثبت رسانید فرم چاپ به صورت مدور، دور سیلند بسته می‌شد.
- در سال ۱۸۵۰ ژیلوت[واژه‌نامه ۵] اسیدکاری روی فلز را تکامل بخشید.
- در سال ۱۸۵۱ اسکات آرشر[واژه‌نامه ۶] روش کلودیوم مرطوب (شیشهٔ نگاتیو) را ارائه کرد.
- در سال ۱۸۵۹ هنری جیمز[واژه‌نامه ۷] در انگلستان با روش فتوشیمی گرافی کلیشه زیر را ساخت.
- در سال ۱۸۶۶ در ایالات متحده نخستین ماشین چاپ با کاغذ رول به ثبت رسید.
- در سال ۱۸۷۰ نخستین دوربین نوسانی ریلی توسط موس ساخته شد.
- در سال ۱۸۷۴ کارل کلیچ[واژه‌نامه ۸] اهل چک با استفاده از نوعی کاغذ کاربن، تهیهٔ فرم را بهبود بخشید.
- در سال ۱۹۱۰ نخستین ماشین هلیوگراور با استفاده از تیغهٔ دکتر بلید شروع به کار کرد.
- در سال ۱۹۱۲ ماشین چاپ پشت و رو زن‌افست توسط کاسپار هرمان طراحی و ساخته شد (کاغذ به صورت لوله‌ای).
- در سال ۱۹۱۲ شرکت رولند ماشین چاپ افست با سه سیلندر مساوی را تولید کرد.
- در سال ۱۹۵۰ سیستم حروفچینی منوفتو (تکامل یافته منوتایپ) اختراع شد.
- در سال ۱۹۶۵ دکتر هل با ارائهٔ سامانه‌ای نوین و ساخت دستگاه اسکنر تحول بزرگی در حروفچینی و فتولیتوگرافی به وجود آورد.
- در سال ۱۹۷۶ اشعهٔ لیزر در دستگاه‌های فتولیتوگرافی و حروف‌چینی به کار گرفته شد.

### چاپ در صنعت نساجی
چاپ در حقیقت رنگرزی موضعی یا از بین بردن موضعی رنگ است. گرچه با استفاده از ماشین بافندگی یا کشبافی نیز می‌توان نقشی را با نخ‌های رنگی یا حتی یک نخ رنگی روی پارچه به وجود آورد، ولی چاپ یک نقش روی پارچه غالباً آسان تر بوده و ارزان‌تر تمام می‌شود و تولید بسیار بالاتری را ممکن می‌سازد. پارچه‌های چاپ شده عموماً به علت عدم امکان نفوذ خمیر چاپ به طرف دیگر پارچه فقط در یک طرف نقش دارند. علاوه بر پارچه، فتیله شانه شده، کلاف نخ یا دسته نخ تار (چله) چاپ شود.
- چاپ پارچه‌های بافته شده:پارچه‌های بافته شده بیشتر از پارچه‌های دیگر چاپ می‌شوند. پارچه‌های کشباف به مقدار کمتر و بدون بافت‌ها به مقدار بسیار کمتر چاپ می‌شوند.
- چاپ کلاف نخ: کلاف نخ توسط غلتک‌های چاپ ویژه‌ای چاپ و سپس تثبیت می‌کنند. همچنین می‌توان نخ را ابتدا به صورت کشباف ساده درآورد و بعد از چاپ و تثبیت، پارچه را شکافت و نخ را روی بوبین جمع‌آوری کرد. استفاده از چاپ جت که محلول یا تعلیق رنگینه را به صورت اسپری روی کالا می‌آورد از روش‌های دیگر چاپ کلاف است.
- چاپ چله: چاپ چله برای تولید پارچه‌هایی است که هر دو روی آن در معرض دید قرار می‌گیرد و احتیاج به نقش در هر دو روی پارچه دارد. از روش‌های دیگر چاپ چله چاپ ترانسفر یا انتقالی است.
- چاپ فتیله پشمی شانه شده: برای تولید نخ ملانژ با یکنواختی بالا که در تولید پارچه‌هایی با کیفیت عالی استفاده می‌شود فتیله پشمی شانه شده توسط ماشین ویگورو چاپ شده و بعد از تثبیت مراحل بعدی ریسندگی را طی می‌کند.
- روش‌های چاپ در نساجی
- چاپ مستقیم: این روش آسان‌ترین و ارزان‌ترین روش است و بیشتر از روش‌های دیگر کاربرد دارد در این روش پارچه ممکن است زمینه سفید یا روشن رنگی داشته باشد. رنگینه به کمک خمیر چاپ مستقیماً روی پارچه چاپ می‌شود.
- چاپ برداشت: در این روش پارچه مطابق با روش‌های مناسب رنگرزی و تثبیت می‌شود. سپس به کمک چاپ رنگ زمینه پارچه طبق طرح از میان برداشته می‌شود و جای سفید ان باقی‌مانده یا آنکه هم‌زمان با از بین رفتن رنگ زمینه رنگ دیگری که تحت تأثیر مواد برداشت‌کننده قرار نمی‌گیرد جای آن را می‌گیرد. حالت اول برداشت سفید و حالت دوم برداشت رنگی نام دارد.
- چاپ مقاوم: در این روش از تثبیت رنگینه زمینه یا تماس رنگینه با الیاف در مواضع جاپ شده جلوگیری به عمل می‌آید. مقاومت در مقابل تثبیت رنگینه زمینه ممکن است به صورت فیزیکی یا با استفاده از مواد شیمیایی باشد. در صورتی که طرح پارچه ابتدا چاپ شده و سپس با یک شابلون تمام باز با خمیر چاپ حاوی رنگینه زمینه چاپ شود آن را (پیش مقاوم) و اگر پارچه بعد از چاپ شدن با یک شابلون تمام باز با خمیر چاپ حاوی رنگینه زمینه با خمیر چاپ مقاوم چاپ شود آن را (پس مقاوم) گویند.
- چاپ کَلاقه‌ای یا باتیک یکی از روش‌های چاپ بر روی پارچه است که در کشورهایی مانند اندونزی، تایلند، سریلانکا، هند و ایران از قدیم کاربرد داشته‌اند.

این روش در ایران بیشتر در تبریز و اسکو رواج دارد و کَلاقه‌ای نامیده می‌شود. واژه باتیک ریشه اندونزیایی دارد[۱].
در چاپ کلاقه‌ای، کلیه طرح‌ها و رنگ‌ها را با استفاده از واکس و عملیات رنگرزی بر روی پارچه منتقل می‌کنند. برای این کار بیشتر از پارچه ابریشم استفاده می‌شود. تاروپود پارچه از واکس پوشیده می‌شود و هر دو روی پارچه یکسان نقش می‌شود.
رنگ‌های به کار رفته برای چاپ بیشتر از دسته رنگ‌های گیاهی مانند روناس، اسپرک، پوست انار و زردچوبه است.
یکی از ویژگی‌های چاپ کلاقه‌ای ایجاد رگه‌های رنگی است که در اثر شکستن واکس و نفوذ رنگ از میان این شکست‌ها به پارچه در حین عملیات رنگرزی بر روی پارچه پدید می‌آید.
ابزار کار چاپ باتیک «تیان» نام دارد که وسیله‌ای فلزی شبیه به قیف نازک است. همچنین قلم‌مو، مهر و کارگاه چوبی (برای مهار کردن پارچه) نیز استفاده می‌شود. روش‌های چاپ باتیک عبارتند از چاپ مستقیم، چاپ برداشت، چاپ با شابلون، نقاشی باتیک روی پارچه ابریشمی، تار عنکبوتی، قلم‌مویی، بدون رنگرزی و باندا (پیچشی). استاد حسین گنجینه از استادان معروف این سبک در ایران است.

## انواع چاپ
چاپ انواع مختلفی دارد که متناسب با آنچه که قرار است چاپ شود و آنچه که بر آن قرار است چاپ شود انتخاب می‌گردد. مهم‌ترین این روش‌های عبارت‌اند از:
- چاپ افست: عمدتاً برای تیراژهای بالا مثل انتشارات، تبلیغات استفاده می شود
- چاپ فلکسو: عمدتاً برای بسته‌بندی
- چاپ هلیوگراور: عمدتاً برای بسته‌بندی
- چاپ سیلک اسکرین: عمدتاً برای تبلیغات چاپ‌های تفکیکی
- چاپ لتر پرس: یکی از روش‌های چاپ برجسته از قدیمی‌ترین روش‌های چاپی است.
- چاپ دیجیتال: برای همه مصارف، تبلیغاتی و اداری در تیراژ پایین
- چاپ فلت بد: برای همه اجسام سخت مسطح
- چاپ سابلیمیشن
- چاپ تامپو
- چاپ سیلک

#### تفاوت چاپ دیجیتال و چاپ افست
چاپ افست و چاپ دیجیتال از پرکاربردترین انواع چاپ به شمار میروند که حضورشان در زندگی بشر، اتفاقات مهم و جذابی را در زمینه های مختلف رقم زده است. یکی از آن اتفاقات جذاب می تواند چاپ دیجیتال روی کاغذ و مقوا باشد. اگر شما نام طراح یا گرافیست را یدک می کشید، چاپ افست و دیجیتال مرهون حضور شما هستند چراکه با پیشرفت متخصصین طراحی، صعنت چاپ رونق بسیار گرفته و بشر به طرق مختلف به سراغ آن می رود.
چاپ افست و دیجیتال گرچه جزو چاپ های پرکاربرد محسوب می شوند، اما تفاوت های عمده ای با یکدیگر دارند. این تفاوت ها باعث شده انسان با توجه به شرایطی که دارد، تنها به سراغ یکی از آن ها برود. 

##### چاپ افست چیست؟
برای آنکه متوجه شوید چاپ افست و دیجیتال چه تفاوت هایی با یکدیگر دارند، بهتر است اول با آن ها آشنا شوید.
به احتمال فراوان چاپ افست را بارها در برنامه های تلویزیونی، مجلات، سایت ها یا غیره دیده اید اما با نام آن آشنا نبوده اید. دستگاهی که در حال چاپ مجلات یا جعبه و بسته بندی در چاپخانه است، همان دستگاه چاپ افست است. این دستگاه بین 1 تا 5 برج رنگ دارد که با توجه به تعداد این ستون ها، قیمت دستگاه آن هم تغییر خواهد کرد.
چاپ افست یک سیستم چاپ محسوب می گردد که از آن برای چاپ پوستر، کاتالوگ ، بروشور ، ساک دستی ، جعبه ، لیبل و... استفاده می گردد. خلاصه تر بگوییم؛ برای چاپ هر طرحی روی بسیاری از سطوح کاغذی و مقوای ، از دستگاه چاپ افست استفاده می کنند که این هم جزو تفاوت چاپ افست و دیجیتال محسوب می شود که در ادامه به آن خواهیم پرداخت.

##### چاپ دیجیتال چیست؟
تصاویر دیجیتالی شما با فرمت JPEG، PDF و... به دستگاه چاپگر دیجیتال داده می شود و دستگاه، تصاویر دریافتی را روی کاغذ چاپ می کند. دستگاه پرینتر که ممکن است بارها و بارها آن را دیده یا از آن استفاده کرده باشید، یک دستگاه دیجیتال –البته در بعد کوچک- محسوب می گردد. دستگاه های چاپ دیجیتال در ابعاد بزرگ در صنایع و چاپخانه ها به کار می روند. همچنین از چاپ دیجیتال برای چاپ تراکت و کارت ویزیت، بروشور و... استفاده می گردد. چاپ افست و دیجیتال در این مورد با یکدیگر تفاهم دارند.

## واژه‌نامه
1. ↑  Cardon
2. ↑  Koenig
3. ↑  church
4. ↑  Nicéphore Niépce
5. ↑  Gillot
6. ↑  Archer
7. ↑  Henry james
8. ↑  K.klic